# Michael Breitsprecher
Michael Breitsprecher (* 18. Februar 1966 in Schwäbisch Gmünd) ist ein deutscher Schauspieler, Drehbuchautor und Regisseur.

## Werdegang
Breitsprecher begann seine Karriere 1988 als Theaterschauspieler und Regieassistent. 1994 spielte er eine Nebenrolle in dem Actionfilm Die Sieger von Dominik Graf.
Von 1994 bis 1999 spielte er die Rolle des Kriminaloberkommissars Tommy Stone in der RTL-Krimiserie Die Wache. Zur Episode "Mondsüchtig" schrieb er auch das Drehbuch.
Für sein Drehbuch zu dem Film Berechtigt wurde er 2003 für den Deutschen Filmpreis vorgeschlagen.
2008 gründete Breitsprecher ein Unternehmen zur Beratung, Coaching und Betreuung von Schauspielern. Im Januar 2009 gründete er zudem gemeinsam mit dem Vermögensberater und Gelegenheitsschauspieler Stefan Heinrichs die Filmproduktionsfirma Solis Entertainment, welche im gleichen Jahr den Film Tschüss Bulle produzierte.

## Filmografie

### Schauspieler
- 1994: Die Sieger, Rolle: Mannheimer
- 1994–1999: Die Wache, Rolle: Kriminaloberkommissar Tommy Stone
- 1995: Kabel und Liebe, Rolle: Daniel
- 1996: Sünde einer Nacht, Rolle: Gundel
- 1999: Traumfrau mit Nebenwirkungen, Rolle: Raoul
- 2001: Natalie 4 – Das Leben nach dem Babystrich, Rolle: Leon
- 2005: Ein starkes Team, Ep. Erbarmungslos, Rolle: Jason

### Regisseur
- 2003: Jack Off (Kurzfilm)
- 2007: Kleine Tode (Kurzfilm)
- 2008: Nie wieder Küssen (Kurzfilm)
- 2008: The Meaning (Kurzfilm)
- 2008: Tschüss Bulle
- 2010: Nie hast du das Meer gesehen

### Drehbuchautor
- 2000: Die Wache, Ep. Mondsüchtig
- 2001: Tschüss Bulle
- 2002: Berechtigt
- 2003: Max liebt nicht mehr
- 2006: Liebe, Licht, Tobey Maguire und die Zigarette danach
- 2007: Kleine Tode
- 2008: The Meaning
- 2008: Nie wieder Küssen
- 2008: Nie hast du das Meer gesehen